# كارل أوفه كناوسغارد
كارل أوفه كناوسغارد (بالبوكمول: Karl Ove Knausgård) (من مواليد 6 ديسمبر 1968) هو مؤلف نرويجي. اشتهر في جميع أنحاء العالم بستة روايات عن السيرة الذاتية بعنوان «كفاحي (Min Kamp)». وقد وصف بأنه «واحد من أعظم الأحاسيس الأدبية في القرن الحادي والعشرين».  منذ الانتهاء من سلسلة كفاحي في عام 2011، نشر أيضًا سلسلة من السيرة الذاتية بعنوان الفصول الرباعية، بالإضافة إلى عمل مهم في فن إدفارت مونك.

## مهنة أدبية

### لأول مرة والمتابعة
ظهر كناوسغارد لأول مرة في مجال النشر في عام 1998 مع رواية خارج العالم، التي حصل عنها على جائزة النقاد النرويجيين للأدب.
كانت هذه هي المرة الأولى في تاريخ الجائزة بأن تفوز بها رواية.
تروي روايته الثانية، «وقت لكل شيء» (2004)، أجزاء معينة من الكتاب المقدس وكذلك تاريخ الملائكة على الأرض. حاز الكتاب على عدد من الجوائز، وتم ترشيحه لجائزة الأدب من مجلس الشمال. كما تم ترشيحه لجائزة دبلن الأدبية الدولية، وأُطلق عليه «كتاب غريب وغير متكافئ ورائع» من قبل مجلة نيويورك ريفيو أوف بوكس.

### كتبمين كامب
على الرغم من أن كتابي كناوسغارد دردشة قد استقبلا بشكل جيد، إلا أنه سلسلته  "مين كامب" "كفاحي"، من روايات السيرة الذاتية والتي جعلت من كناوسغارد اسماً مألوفاً في النرويج. نُشرت هذه الكتب في الفترة مابين 2009 إلى 2011 ويبلغ مجموع صفحاتها أكثر من 3500 صفحة، وكانت ناجحة بشكل كبير وتسببت أيضًا في الكثير من الجدل.   وقد تسبب الجدل جزئيا لأن العنوان النرويجي من الكتاب، مين كامب، هو نفس عنوان كتاب أدولف هتلر (كفاحي)، ويرجع ذلك جزئيا باقترح البعض لكتاوسجارذ بأن يذهب بعيدا جدا في الكشف عن الحياة الخاصة للأصدقائه وعائلته بما في ذلك والده وزوجته السابقة وعمه وجدته. على الرغم من ذلك، تلقت الكتب مراجعات مؤاتية تقريبًا على مستوى العالم، ولا سيما المجلدان الأوليان، حتى قبل نشر الكتاب الأخير، كانت واحدة من أعظم ظواهر النشر في النرويج على الإطلاق. في بلد يقطنه خمسة ملايين نسمة، باعت السلسلة أكثر من 450,000 نسخة.
في مقابلة إذاعية مع زوجته السابقة، توني آورزلاند، التي تبعب دورًا في العديد من كتب (كفاحي)، واعترف كناوسغارد أنه يشعر أحيانًا بأنه حقق «صفقة مع الشيطان» - حقق نجاحًا هائلاً من خلال التضحية بعلاقاته مع الأصدقاء وأفراد عائلته وفي أكتوبر 2010، عرضت آورزلاند وجهة نظرها حول أن تصبح موضوعًا لسيرة حياة زوجها السابق في فيلم وثائقي إذاعي يبث على هيئة الاذاعة النرويجية. ينتقد عم كناوسغارد، الذي يمثل دور غونار في كتب كفاحي، انتقادات شديدة للمشروع بأكمله في الصحافة النرويجية.
تتم ترجمة سلسلة كفاحي حاليًا إلى العديد من اللغات. تم بالفعل نشر أول الكتب التي نالت استحسانا كبيرا في الدنمارك،  السويد،  وعدة دول أخرى. تمت ترجمة السلسلة إلى اللغة الإنجليزية من قبل دار دون بارتليت للنشر بواسطة أرخبيل بوكس (الولايات المتحدة) وهارفيل سيكر (المملكة المتحدة)، وتمت إعادة تسميتها في بريطانيا:
الموت في الأسرة، رجل في الحب، جزيرة الصبا، الرقص في الظلام، يجب أن تسقط بعض الأمطار، والنهاية (النهاية ترجمت من بارتليت ومارتن آيتكين).
في مراجعة طويلة وإيجابية إلى حد كبير لكتب كفاحي الأولى، كتب جيمس وود من مجلة النيويوركر "هناك شيء مقنع عن كتاب كناوسغارد: حتى عندما كنت أشعر بالملل، كنت مهتمًا لها. 
وفي مراجعة للكتاب الثاني من السلسلة: رجل في الحب في صحيفة نيويورك تايمز ، وصف ليلاند دي لا دورانتاي سلسلة كفاحي بأنها "جيدة بشكل مذهل" وقارنتها بسلسلة مارسيل بروست " البحث عن الوقت الضائع". في مراجعة للكتاب الثالث: جزيرة الصبا في ملحق التايمز الأدبي، فكر توماس مينى في الاختلافات بين بروست وكناوسغارد، وكتب عن الفلسفة الكامنة وراء كتب كفاحي. يلاحظ جوشوا روثمان في مقال له في مجلة النيويوركر أنه "في المجلدات السابقة، شاهدنا صراعًا أصغر سنا لكارل أوف لاستيعاب طاقات والده المظلمة. في المجلد الجديد، لم يعد والده مسيئًا ". ومع ذلك، فقد قال كناوسغارد في مقابلة مع أندرو أوهاغان أن كتابه كفاحي لم يساعده في قهر خوفه من والده. أشار موقع Frenchculture.org إلى أنه على الرغم من أن كناوسغارد كان يطلق عليه "Proust Norwegian Proust"، فقد بيع المجلد الأول منه نسخًا قليلة جدًا في فرنسا، ربما لأن التقليد الفرنسي القوي المتمثل في التأليف الذاتي يجعل الكتاب يبدو أقل جودة مما يبدو في الولايات المتحدة.
و تبيّن إيزل شيلنجر التّفرد في كتابة كناوسغارد في مقالها الشّخصي التّابع لجريدة وول ستريت جورنال:
«لم يجرؤ أي كاتب نرويجي آخر على هذا الكشف الكامل. فرنسا لديها تقليد من السيرة الذاتية، والمذكرات شائعة في الولايات المتحدة ولكن ليس في الدول الاسكندنافية.» 
ملاحظة لورين شتاين:
«يقول النرويجيون إن الغريزة المذهبية غريبة عنهم ثقافياً لدرجة أنها كانت، بطريقة مضحكة، مفيدة له». كما يرى كناوسغارد، «كانت هناك عتبة للكتابة عن أناس حقيقيين، وكانت مفتوحة بشكل مثير للصدمة. كان ذلك مهمًا جدًا بالنسبة لي، لقد منحني الشجاعة». 

### العمل بعدكتاب كفاحي
عمل كناوسغارد كمستشار للترجمة النرويجية الجديدة للكتاب المقدس. في عام 2013، نشر مجموعة من المقالات، Sjelens Amerika: tekster 1996–2013 (" The Soul's [or Mind's ] America: Writings 1996–2013 ")، وبحلول سبتمبر 2013، يعدل روايته خارج العالم إلى سيناريو.
بين عامي 2015 و 2016، نشر كناوسغارد كتابه «المواسم الرباعية»، وهو عبارة عن سلسلة من أربعة كتب بعنوان الخريف والشتاء والربيع والصيف. هذه الكتب هي أيضًا سيرة ذاتية بطبيعتها، وتتألف من مقتطفات مذكرات ورسائل ومواد شخصية أخرى. صدرت هذه الكتب باللغة الإنجليزية بين عامي 2017 و 2018.

## تحرير مهنة
بين عامي 1999 و 2002 كان كناوسغارد محررًا مشاركًا لمجلة فاجانت، وهي مجلة أدبية نرويجية تأسست عام 1988. كان جزءًا من فريق التحرير الأول لفاجانت في بيرغن.
حتى عام 1999 كان مقر المجلة في أوسلو. ساهم كنتوسجارد بمقالات عن كتابات Don DeLillo والكوميديا الإلهية لـ دانتي.
كما أجرى مقابلات متعمقة مع الكتاب النرويجيين رون كريستيانسن وتور إريك لوند من أجل المجلة. بعد مغادرته فاجانت، كتب محرره السابق بريبين جوردال تقييماً سلبياً للغاية للرواية الثانية لكناوسغارد في المجلة بعنوان "Mellom Bibel og babbel" («بين الكتاب المقدس والبابي»).

## مهنة النشر
في عام 2010، أسس دار نشر صغيرة انتقائية، Pelikanen (البجع)، مع شقيقه ينغفا كناوسغارد وأسبيورن جينسين. Pelikanen قامت بنشر عدد من الكتب حتى الآن وهي دينيس جونسون، بيتر هاندكه، كريستيان كراخت، بين ماركوس، كورزيو مالابارتي وستيغ لارسون في ترجمة النرويجية.

## الحياة الشخصية
وُلد كناوسغارد في أوسلو، وترعرع في تروميا في أريندال وكريستيانساند، ودرس الفنون والأدب في جامعة بيرغن.
عاش كناوسغارد في أوسترلين بالسويد مع زوجته والكاتبة ليندا بوستروم كناوسغارد وأطفالهم الأربعة حتى نوفمبر 2016 عندما انفصل هو وزوجته.

## جوائز وترشيحات

### الترشيحات
- رشح لجائزة مجلس أدب الشمال لعام 2004

### جوائز
- 1998 جائزة النقاد النرويجيين للأدب
- جائزة Brage 2009
- 2009 جائزة هيئة الإذاعة النرويجية P2 للمستمعين
- جائزة أفضل كتاب لعام 2010 في مورغنبلاديت
- 2015 فيلت- ليتراتوربريس [20]
- جائزة القدس لعام 2017 [21]
- 2019 جائزة الأكاديمية السويدية الشمالية [22]

## روابط خارجية
- كارل أوفه كناوسغارد على موقع IMDb (الإنجليزية)
- كارل أوفه كناوسغارد على موقع الموسوعة البريطانية (الإنجليزية)
- كارل أوفه كناوسغارد على موقع مونزينجر (الألمانية)
- كارل Ove Knausgård في وكالة Aschehoug
- كارل Ove Knausgård في Forlaget أكتوبر
- كارل Ove Knausgård Proust استبيان نسخة محفوظة 2 أبريل 2017 على موقع واي باك مشين. في كتب Portobello
- كارل عوف كناوسغارد
- جيمس وود (Winter 2014). "James Wood & Karl Ove Knausgaard, Writing My Struggle: An Exchange" ع. 211. مؤرشف من الأصل في 2016-11-11. {{استشهاد بدورية محكمة}}: الاستشهاد بدورية محكمة يطلب |دورية محكمة= (مساعدة)
- "My Struggle (Part I)". "My Struggle (Part I)" (مقابلة). "My Struggle (Part I)"مايكل سيلفربلات. "My Struggle (Part I)" June 2014. (صوت)
- "My Struggle (Part II)". "My Struggle (Part II)" (مقابلة). "My Struggle (Part II)"مايكل سيلفربلات. "My Struggle (Part II)" July 2014. (صوت)
- مقابلة Karl Ove Knausgård باللغة الإنجليزية مع إذاعة CBC الكندية
- كارل أول مرة باريس الاستعراض مقابلة

### التعليقات
- بن ليرنر على Knausgård في لندن مراجعة للكتب
- «كفاحي المجلد الأول» في بوليتيكن (دانماركي)
- «كفاحي المجلد 2» في بوليتيكن (دانماركي)
- "My Struggle vol. 1-4" in Göteborgs-Posten (السويدية)
- "My Struggle vol. 1" في Dagbladet Information (Danish)
- «وقت لكل غرض تحت الجنة» في المستقلة